# Schuler (Alberta)
Pour les articles homonymes, voir Schuler.
Schuler est un hameau (hamlet) du Comté de Cypress, situé dans la province canadienne d'Alberta.

## Démographie
En tant que localité désignée dans le recensement de 2011, Schuler a une population de 63 habitants dans 33 de ses 44 logements, soit une variation de -22.2% par rapport à la population de 2006. Avec une superficie de 0,568 8 km2, le hameau possède une densité de population de 110,759 5 hab/km2 en 2011.
Concernant le recensement de 2006, Schuler abritait 81 habitants dans 37 de ses 44 logements. Avec une superficie de 0,568 9 km2, le hameau possédait une densité de population de 142,4 hab/km2 en 2006.